# Albrecht Glaser

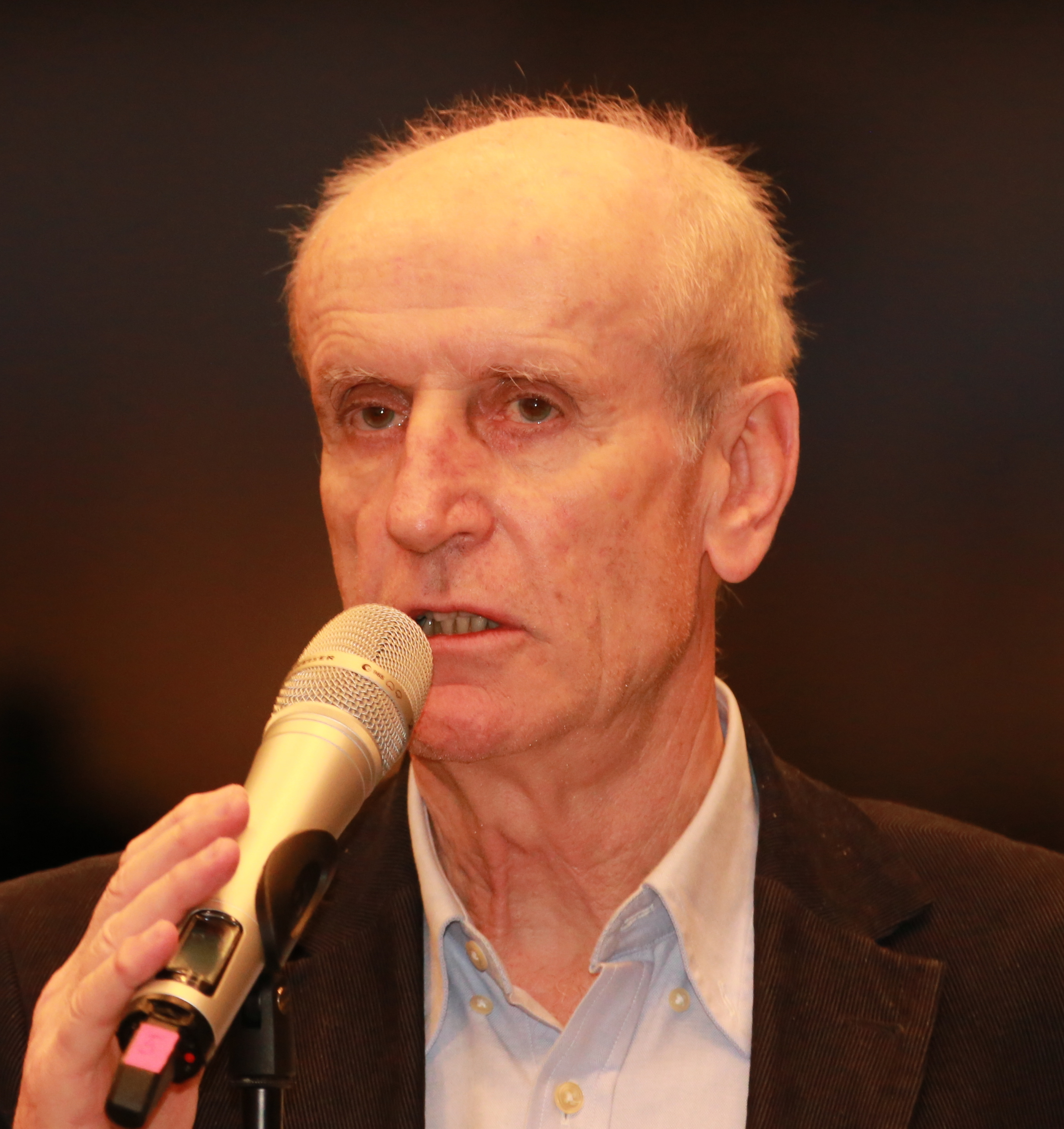
Albrecht Glaser (2015)

Albrecht Heinz Erhard Glaser (* 8. Januar 1942 in Worms) ist ein deutscher Politiker (AfD) und Jurist. Er wurde als CDU-Kommunalpolitiker und Stadtkämmerer in Frankfurt am Main durch den Kauf der umstrittenen „Glaser-Fonds“ bekannt. Nach seinem Austritt aus der CDU trat er 2013 der Alternative für Deutschland (AfD) bei und war von 2015 bis 2019 einer der drei stellvertretenden Parteisprecher. Für diese trat er als Kandidat für die Wahl des Bundespräsidenten 2017 an. Von 2017 bis 2025 war er Mitglied des Deutschen Bundestags.
Bei der konstituierenden Sitzung des 19. Deutschen Bundestags am 24. Oktober 2017 kandidierte Glaser für den Posten eines der Bundestags-Vizepräsidenten, erhielt jedoch in allen drei Wahlgängen nicht die dafür nötige Anzahl Stimmen.

## Leben
Glaser besuchte von 1952 bis 1963 das Altsprachliche Gymnasium Worms, studierte dann Rechts-, Staats- und Verwaltungswissenschaften an der Universität Heidelberg, der Universität Tübingen und der Verwaltungshochschule Speyer und schloss als Assessor juris (Volljurist) ab. In Heidelberg wurde er Mitglied der pflichtschlagenden Burschenschaft Allemannia Heidelberg und war 1968 auch Sprecher des Verbandes Deutsche Burschenschaft.
Glaser war persönlicher Referent des Rektors der Universität Heidelberg und hauptamtlicher Dozent an der Hochschule für öffentliche Verwaltung und Finanzen Ludwigsburg.
Mit Ausscheiden aus dem Amt als Frankfurter Stadtkämmerer beendete Glaser unter anderem auch die Tätigkeit im Aufsichtsrat der FRAPORT und der Mainova AG aus. Ab 2001 war er Geschäftsführer der ABG Frankfurt Holding. Zum 31. Dezember 2006 ging er in den Ruhestand.
Glaser ist in zweiter Ehe verheiratet, hat vier Kinder und gehört keiner Konfession an. Er lebt im hessischen Niedenstein.

## Politik
Glaser trat 1970 der CDU bei. Als Kommunalpolitiker war er zunächst Erster Beigeordneter (Bürgermeister) in Bretten und danach von 1980 bis 1987 Bürgermeister von Waldbronn. 1991 wurde er zum Ersten Beigeordneten des Landeswohlfahrtsverbands Hessen für eine Amtszeit von sechs Jahren gewählt und war an der Seite der hauptamtlichen Beigeordneten Barbara Stolterfoht für die Finanzen verantwortlich.
Im 19. Deutschen Bundestag war Glaser stellvertretender Vorsitzender und Obmann des Finanzausschusses. Zudem gehörte er als stellvertretendes Mitglied dem Haushaltsausschuss sowie dem Parlamentarischen Beirat für nachhaltige Entwicklung an. Im 20. Deutschen Bundestag war er erneut Mitglied des Finanzausschusses und des Parlamentarischen Beirats für nachhaltige Entwicklung. Im August 2024 gab Glaser bekannt, nicht erneut für den Bundestag zu kandidieren.

### Stadtkämmerer in Frankfurt und „Glaser-Fonds“
Ab 1995 war er im Stadtrat von Frankfurt am Main zuständig für Wirtschaft und Gesundheit. 1997 übernahm er von Tom Koenigs (Bündnis 90/Die Grünen) das Amt des Stadtkämmerers und wurde als solcher bekannt.
In dieser Funktion war er im Jahr 2000 für die in einem Fonds angelegten 100 Millionen DM verantwortlich, die in der Finanzkrise ab 2007 für ein deutliches Minus der Stadtkasse sorgten. Weitere 100 Millionen DM legte er mit ähnlich negativem Ergebnis für die städtische Zusatzversorgung der Bediensteten an. An- und Verkauf der beiden sogenannten „Glaser-Fonds“ verbanden Medien noch 2013 mit seiner Person. Kritiker bemängelten auch, dass die Transaktionen an Magistrat und Stadtverordnetenversammlung vorbei erfolgt seien. Die Hessische Gemeindeordnung sah für solche kommunalen Geldanlagen damals allerdings noch keine Zustimmung der beiden Gremien vor.
Die Summe, die Glaser insgesamt in spekulative Anlageformen gesteckt hatte, wurde 2012 mit 279 Millionen Euro beziffert. Die Stadt stieß den ersten „Glaser-Fonds“ im Herbst 2013 für 43,2 Millionen Euro (84,5 Millionen DM) ab. Damit machte sie laut Bund der Steuerzahler einen Verlust von 9 Millionen Euro. Während des Anlagezeitraums waren Ausschüttungen in Höhe von 3,8 Millionen Euro in den Fonds reinvestiert worden. Die Stadt Frankfurt zog Glaser nicht zur Verantwortung. Der zweite Fonds für die städtische Zusatzversorgung der Bediensteten wurde offensichtlich noch nicht abgestoßen. Den Schaden, der der Stadt durch das Halten beider „Glaser-Fonds“ entstanden ist, bezifferte Lothar Reininger (Die Linke) 2013 auf 80 Millionen Euro.
In seiner Amtszeit war Glaser auch an der Ausschreibung für den Bau der Commerzbank-Arena beteiligt.
In den Medien tauchten Berichte auf, wonach Oberbürgermeisterin Petra Roth (CDU) bereits 2000 beabsichtigte, wegen vorhandener schwarzer Kassen und Zerwürfnissen mit der SPD Glaser mit dem Sozialdezernat zu beauftragen. 2001 setzte sie ihn als Finanzdezernenten letztendlich ab. Im Amt als Kämmerer folgte ihm im Januar 2002 Horst Hemzal, ebenfalls CDU. Bis Anfang 2004 blieb Glaser Vorsitzender des CDU-Stadtbezirksverbands Frankfurt-Innenstadt.

### Parteiübertritt und Wirken in der AfD
Im Herbst 2012 trat Glaser nach 42 Jahren aus der CDU aus und im März 2013 in die neugegründete AfD ein. Mit der Mitgliedsnummer 30 ist er eigenen Aussagen zufolge Gründungsmitglied der Partei. Er ist Vorsitzender der Satzungskommission. Glaser ist Mitglied im AfD-Kreisverband Schwalm-Eder-Kreis.
Bei der Bundestagswahl 2013 war Glaser Kandidat der AfD auf Platz 3 der Landesliste Hessen. Vom 4. Mai 2013 bis zum 23. November 2013 war er zusammen mit dem im Juli 2015 aus der AfD ausgetretenen Eberhard Clamor Freiherr von dem Bussche Vorstandssprecher der AfD Hessen. Am 30. Mai 2015 wurde er erneut in den Vorstand der AfD Hessen gewählt und ist seitdem einer der drei Sprecher des Landesverbandes Hessen.

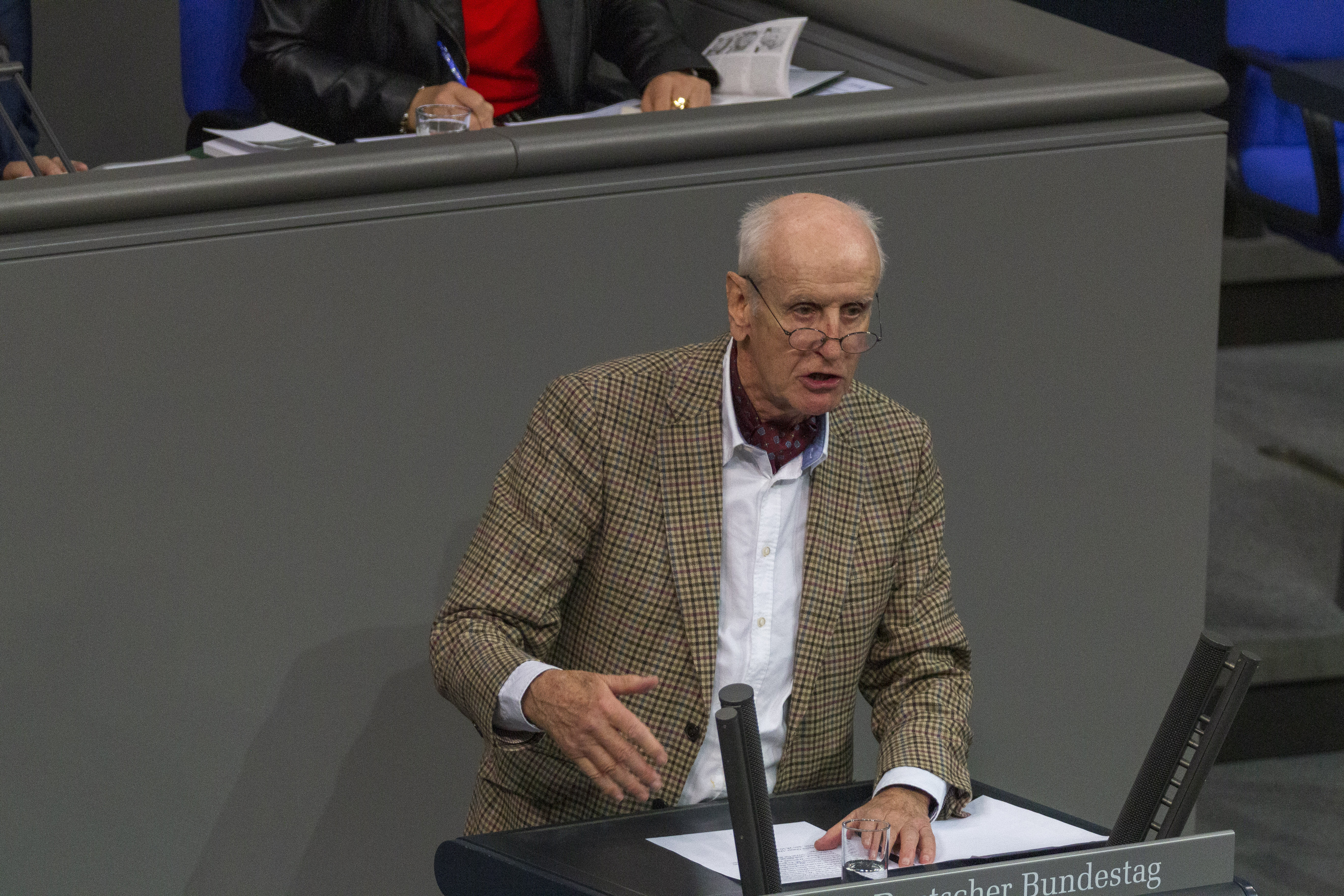
Albrecht Glaser im Bundestag, Oktober 2020

Auf dem Bundesparteitag in Essen am 4. Juli 2015 wurde er zu einem von drei stellvertretenden Bundesvorsitzenden gewählt. Auf dem Bundesparteiprogrammtag der AfD am 30. April 2016 in Stuttgart wurde Glaser als Kandidat für die Wahl des Bundespräsidenten 2017 benannt. Bei der Wahl durch die Bundesversammlung erhielt Glaser mit 42 von 1253 der abgegebenen Stimmen die drittmeisten. Es gab mindestens sieben Abweichler aus anderen Parteien, die zusätzlich zu den 35 AfD-Delegierten für Glaser stimmten.
Am 5. November 2016 wurde er auf Platz 5 der hessischen AfD-Landesliste gewählt und zog damit bei der Bundestagswahl 2017 in den Bundestag ein. Zudem kandidierte er im Bundestagswahlkreis Schwalm-Eder für das dortige Direktmandat, unterlag jedoch Edgar Franke.
Im September 2021 zog Glaser bei der Bundestagswahl erneut über die hessische Landesliste in den Deutschen Bundestag ein.
Bei der Bundestagswahl 2025 trat er nicht erneut an.

### Politische Positionen
Zum Klimawandel erklärte Glaser im Januar 2017: „Die gesamte CO2-Hypothese ist falsch und demnach auch alle Schlussfolgerungen daraus. Es gibt keine physikalische Erkenntnisse und seriöse Informationen, welche diese Annahme belegen.“
Im Frühjahr 2017 forderte Glaser, der sich selbst als „Musterdemokrat“ bezeichnet, den Entzug des Grundrechts auf Religionsfreiheit bezüglich des Islam: „Der Islam ist eine Konstruktion, die selbst die Religionsfreiheit nicht kennt und diese nicht respektiert. Und da, wo sie das Sagen hat, jede Art von Religionsfreiheit im Keim erstickt. Und wer so mit einem Grundrecht umgeht, dem muss man das Grundrecht entziehen.“ Der Islam sei keine Religion, sondern eine politische Ideologie. Zudem könne man zwischen Muslimen und Islamisten „nicht unterscheiden“.
Vor dem Hintergrund dieser Aussagen kündigten Bundestagsabgeordnete von SPD, FDP, Bündnis 90/Die Grünen und der Linken vor der Konstituierung des neuen Deutschen Bundestages im Oktober 2017 an, den für das Amt des Bundestagsvizepräsidenten kandidierenden Glaser nicht zu wählen. Der parlamentarische Geschäftsführer der SPD-Fraktion, Carsten Schneider, erklärte dazu, Kandidaten für dieses Amt müssten auf dem Boden des Grundgesetzes für die Bundesrepublik Deutschland stehen und insbesondere die Grundrechte respektieren. Glaser erhielt in keinem der drei Wahlgänge eine Mehrheit und wurde somit nicht zum Vizepräsidenten gewählt.
Im Juni 2024 war er einer von nur vier AfD-Abgeordneten, die der Rede Selenskyjs im Deutschen Bundestag zuhörten.